# Transfert de population
Le transfert de population (ou déplacement de population) est le déplacement d'un grand nombre de personnes d'une région vers une autre, souvent dans le cadre d'une migration forcée imposée par un État ou par une autorité internationale. Dans le cas le plus fréquent, les populations déplacées sont déterminées sur des critères ethniques ou religieux, mais le mouvement peut aussi avoir ses origines dans le développement économique. Le bannissement ou l'exil sont des opérations similaires mais elles s'appliquent par la force à des individus ou des groupes de personnes.
Souvent, la population concernée est transférée de force sur une grande distance, vers une région qui ne correspond pas nécessairement à son mode de vie, ce qui entraîne de graves répercussions. En outre, dans l'opération, la population perd aussi tous ses biens immobiliers voire, si le transfert est précipité, d'importantes quantités de biens meubles. Le transfert peut avoir pour origines la volonté d'une entité plus puissante qui souhaite s'approprier des territoires ou, plus rarement, les effets d'une catastrophe économique ou environnementale qui impose l'évacuation et la réinstallation des habitants.
Le premier transfert connu de population remonte à l'antiquité assyrienne au XIIIe siècle av. J.-C. Le plus récent exemple en Europe est, en 1999, la déportation de 800 000 Albanais pendant la guerre du Kosovo. Le transfert simultané le plus connu dans l'histoire est la fuite et l'expulsion des Allemands après la Seconde Guerre mondiale : 12 millions de gens ont été déplacés. Par ailleurs, certains des mouvements les plus importants en Europe sont le fait des politiques ethniques (en) en URSS à l'ère stalinienne.
Dans l'histoire récente, l'exemple de transfert le plus célèbre pour des raisons inhérentes au développement est l'évacuation de personnes lors de la construction du barrage des Trois-Gorges en Chine.
Le transfert de population ne peut se comparer aux mouvements migratoires individuels, même si en temps de guerre ces deux notions peuvent se confondre lors des mouvements massifs de fuite pour se soustraire au danger ou à la famine. Quand un État parvient à maintenir la fiction voulant que ces migrations sont l'effet de nombreuses « décisions personnelles », il peut échapper à ses responsabilités dans ses opérations d'expulsion.

## Typologie des transferts de population

### Échanges de population
Un échange de population est le transfert simultané de deux populations dans des directions opposées. En théorie, cet échange n'est pas imposé mais dans les faits, les résultats de ces échanges sont toujours inégaux et au moins la moitié des prétendus « échanges » est imposée par la partie la plus riche ou la plus forte. Plusieurs échanges ont eu lieu au XXe siècle :
- Partition des Indes, partage basé sur la démographie religieuse du Raj britannique
- Grande Catastrophe, en Grèce, massacre ou expulsion des populations chrétiennes d’Asie Mineure

### Dilution ethnique
Cette méthode consiste à appliquer des politiques d'immigration pour réinstaller en partie une population dominante, sur le plan démographique ou culturel, dans une région où vit une minorité ethnique ou un groupe d'une culture différente ou moins courante, et ce afin de diluer et, à terme, assimiler la population originelle dans la culture dominante. Des exemples de cette méthode utilisée par la république populaire de Chine, sont la sinisation du Tibet, la sinisation du Xinjiang ou la sinisation des chinois de Hong Kong.

## Évolutions du droit international

### Précédents
Les plus anciens transferts connus de populations s'inscrivent dans le cadre de guerres et d'empires. Pendant la campagne de Sennachérib contre le roi Ézéchias de Jérusalem (- 701), « 200 150 personnes, grandes et petites, hommes et femmes » sont transférées vers d'autres contrées de l'Empire néo-assyrien. D'autres transferts ont lieu dans l'Empire perse et l'Empire byzantin. Dans les sociétés qui ont suivi l'ère des Lumières, les transferts de population sont jugés contraires aux valeurs morales mais cette appréciation s'applique en général au territoire du colonisateur : les transferts de population se poursuivent dans les colonies européennes au cours du XXe siècle.

### Évolutions depuis la Seconde Guerre mondiale

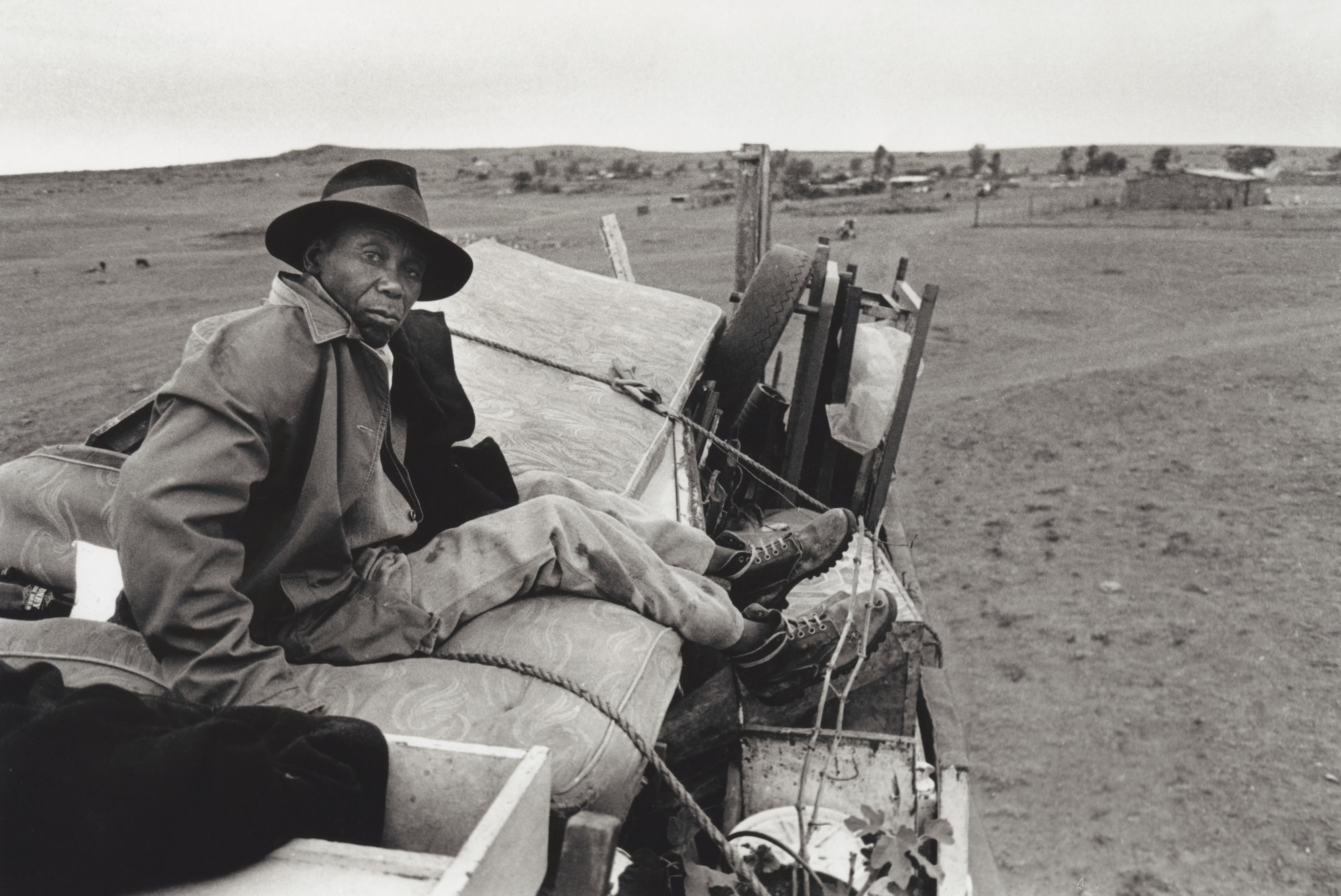
Éviction forcée à l'époque de l'apartheid, en février 1984, à Mogopa, dans le Transvaal, en Afrique du Sud.

D'après Norman Finkelstein, spécialiste en science politique, le transfert de population était considéré comme une solution acceptable pour régler des conflits interethniques jusqu'à la Seconde Guerre mondiale et même pendant quelque temps après celle-ci. Le transfert était vu comme une méthode radicale mais « souvent nécessaire » pour mettre fin à un conflit ou à une guerre civile entre ethnies. Les possibilités de transférer une population se sont élargies avec la création de lignes ferroviaires à partir du milieu du XIXe siècle. George Orwell, dans son essai de 1946 Politics and the English Language (en) (rédigé pendant les évacuations et expulsions de la Seconde Guerre en Europe), remarque :

« À notre époque, le discours et les écrits politiques consistent principalement à défendre d'indéfendable. Certaines choses… peuvent effectivement être soutenues mais avec des arguments trop brutaux pour la plupart des oreilles et qui ne correspondent pas aux objectifs affichés des partis politiques. Aussi le langage politique recourt-il abondamment aux euphémismes, aux pétitions de principe et aux formules vagues… Des millions de paysans sont expédiés dans des marches épuisantes et ne peuvent conserver que ce qu'ils peuvent transporter : cet acte est appelé transfert de population ou rectification des frontières. »

Le droit international sur les transferts de population a connu d'importantes évolutions au cours du XXe siècle. Avant la Seconde Guerre mondiale, de nombreux transferts à grande échelle sont issus de traités bilatéraux, reconnus par des instances internationales comme la Société des nations. L'expulsion des Allemands en Europe centrale et orientale après la Seconde Guerre est acceptée par les Alliés dans l'article 13 du communiqué de Potsdam, mais les recherches montrent que les délégations américaines et britanniques présentes ont manifesté de grandes réticences quant à l'ampleur du transfert, déjà commencé et qui allait s'accélérant à l'été 1945. Le principal rédacteur de la proposition, Geoffrey Harrison, a expliqué que l'article ne visait pas à approuver les expulsions mais à trouver un moyen de transférer les compétences au conseil de contrôle à Berlin pour réguler les mouvements de personnes. Ce mouvement d'expulsion ralentit quand la charte des tribunaux de Nuremberg contre les dirigeants nazis déclare que la déportation forcée de civils constitue à la fois un crime de guerre et un crime contre l'humanité. Cette opinion est peu à peu adoptée et développée au cours des décennies suivantes. Le concept qui sous-tend cette évolution est la définition des droits des personnes, qui limitent les droits des États à conclure des accords qui lèsent les individus.
Au XXIe siècle, les transferts de population involontaires ne font guère débat : « Si les transferts de population étaient acceptés comme méthode de règlement d'un conflit interethnique, désormais les transferts forcés sont considérés comme des violations du droit international ». Il n'existe pas de distinction entre les transferts unilatéraux ou bilatéraux car les droits de chaque individu ne dépendent pas de la situation d'autrui.
La quatrième convention de Genève (adoptée en 1949 et qui correspond au droit international coutumier), dans son article 49, interdit le déplacement massif de personnes hors de ou vers un territoire sous occupation militaire :

« Les transferts forcés, en masse ou individuels, ainsi que les déportations de personnes protégées hors du territoire occupé dans le territoire de la Puissance occupante ou dans celui de tout autre État, occupé ou non, sont interdits, quel qu'en soit le motif. (…) La Puissance occupante ne pourra procéder à la déportation ou au transfert d'une partie de sa propre population civile dans le territoire occupé par elle. »

En 1993, un rapport préliminaire de la Sous-Commission de la lutte contre les mesures discriminatoires et de la protection des minorités déclare :

« On pensait jadis, comme le démontrent certains antécédents historiques, que les transferts de populations pouvaient offrir une option pour régler certains conflits internes ou internationaux. Même si l’assentiment d’États reconnus peut être un critère rendant acceptable le règlement définitif d’un conflit par ce moyen, le principe absolu qui veut que ces transferts soient volontaires est rarement satisfait, quel que soit l’objet desdits transferts. Pour qu’une telle opération soit conforme aux normes existantes en matière de droits de l’homme, il faut que les intéressés aient le choix de demeurer là où ils se trouvent si tel est leur vœu. »

Ce même rapport soulève les difficultés de s'assurer que le déplacement est pleinement volontaire :

« Certains transferts passés n’ont été ni forcés ni obligatoires, et ils ménageaient des options aux populations concernées. Cependant, les conditions entourant ces accords incitaient les intéressés à accepter la solution offerte compte tenu des pressions d’ordre moral, psychologique et économique qui pesaient fortement sur eux. »

Le rapport final de la sous-commission, remis en 1997, cite de nombreux conventions et traités pour étayer l'avis que les transferts de population contreviennent au droit international, à moins d'obtenir le consentement des deux parties : la population déplacée et celle qui accueille l'autre. En outre, ce consentement doit être formulé sans pressions négatives directes ou indirectes.
Le Statut de Rome de la Cour pénale internationale, dans son article 7, déclare que « la déportation ou le transfert forcé de population » est un crime contre l'humanité. Le tribunal pénal international pour l'ex-Yougoslavie a traduit en justice, et parfois condamné, plusieurs personnalités politiques et commandants militaires au motif de déportations forcées dans cette région.
Les campagnes de nettoyage ethnique comprennent « la déportation ou le transfert forcé de population » et les méthodes pour exercer cette contrainte peuvent renvoyer à d'autres crimes, y compris des crimes contre l'humanité. Le militantisme nationaliste peut influencer le soutien du public, dans un sens ou dans l'autre, en faveur ou en défaveur du transfert, pour le présenter comme une solution aux tensions interethniques présentes ou futures et les partisans d'un programme — dans un sens ou dans l'autre — peuvent nourrir ce clivage via une propagande, instrument habituel pour mener à terme leurs projets.

### Europe centrale

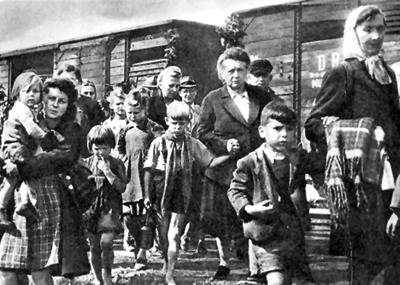
Allemands en cours de déportation depuis la région des Sudètes après la Seconde Guerre mondiale.

## Europe

### Espagne
En 1492, la population juive en Espagne est expulsée à cause du Décret de l'Alhambra. En 1609 a lieu l'expulsion des morisques d'Espagne, où 300 000 musulmans sont expulsés après plus d'un siècle de procès catholiques et de restrictions religieuses.

### France
D'après Ivan Sertima, Louis XV ordonne que tous les Noirs soient déportés de France, mais il ne parvient pas à faire appliquer l'ordre. À l'époque, la plupart des Noirs sur le territoire sont les gens de couleur libres issus des colonies dans les Caraïbes et de Louisiane, qui descendent d'hommes français et de femmes africaines. Certains pères envoient leur fils métis en France pour qu'il y soient éduqués et s'y installent. D'autres entrent dans l'armée, comme Thomas-Alexandre Dumas, père d'Alexandre Dumas.

### Grèce et Turquie

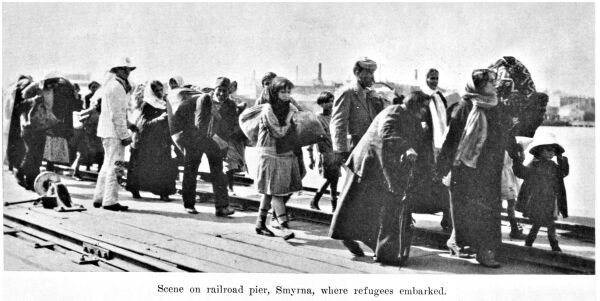
Réfugiés grecs venus de Smyrne en 1922.

### Irlande
Après la conquête cromwellienne de l'Irlande, les terres des catholiques irlandais sont confisquées et ils sont bannis des plantations. Un nombre inconnu — peut-être 100 000 Irlandais — sont expédiés aux colonies dans les Indes et en Amérique du Nord sous le régime de l'engagisme.
En outre, la Couronne soutient des campagnes de transferts de population vers l'Irlande afin d'étendre la population loyale et protestante en Irlande. Ces campagnes sont appelées les plantations.

## Asie

### Palestine
En 1948-1949, un comité du transfert présidé par Yossef Weiz travaille à définir les modalités du transfert des Arabes de Palestine hors du futur État d’Israël.
Dans le cadre de la guerre à Gaza depuis 2023, Itamar Ben-Gvir, ministre de la Sécurité nationale d’Israël, préconise un départ massif des Palestiniens de Gaza vers d'autres pays.